# دژانگا
دژانگا (به لاتین: Dzhanga) یک منطقهٔ مسکونی در روسیه است که در شهرستان قره‌بودوخ‌کنتسکی واقع شده‌است.